# Estación Monte Chingolo
Monte Chingolo, anteriormente 4 de Febrero, es una estación de ferrocarril, ubicada en la localidad de Monte Chingolo, partido de Lanús, provincia de Buenos Aires, Argentina.

## Servicios
Esta estación fue inaugurada el 18 de abril de 1926. Funcionó como estación intermedia del Ramal P1 del Ferrocarril Belgrano, anteriormente conocido como Ferrocarril Provincial de Buenos Aires, para los servicios entre Avellaneda y La Plata. No opera trenes de pasajeros desde el 6 de julio de 1977.
El edificio de la estación es ocupado desde 2002 ahora por la "Biblioteca Popular Monte Chingolo" que convirtió el depósito de encomiendas y equipajes en una sala de lectura y que en 2017 inauguró en lo que fuera la oficina administrativa de la estación el "Museo Histórico de Monte Chingolo".
La "Biblioteca Popular Monte Chingolo" abre sus puertas a la comunidad desde noviembre de 2002 con una oferta cultural y educativa que busca ser una herramienta de transformación social y funciona de lunes a viernes de 10 a 16 en la exestación de trenes de Monte Chingolo, en General Pinto 4752. 
El "Museo Histórico de Monte Chingolo" fue construido a partir de material ferroviario abandonado que fue preservado por los vecinos de la biblioteca y desarrollado junto al área de Patrimonio Histórico de la Universidad Nacional de Lanús (UNLa) para que sea un espacio de construcción de la memoria colectiva y una herramienta educativa para todas las escuelas del barrio. 
Por el proyecto del Museo, la Biblioteca Popular Monte Chingolo fue seleccionada como una de las 20 bibliotecas de América Latina y España que ganaron la tercera edición del certamen de pasantías internacionales organizado por Programa Iberoamericano de Bibliotecas Públicas (Iberbibliotecas) en noviembre de 2018 en Madrid, que tuvo como ejes la alfabetización y la memoria sociocultural.
Todas las imágenes, vídeos y notas sobre las actividades de la institución están disponibles en www.bpmontechingolo.com.ar 
El Municipio de Lanús ha realizado tareas de "ocultamiento" de rieles para realizar un parque lineal. El parque lineal ha sido terminado en 2018. Actualmente, un decreto prohíbe la extracción de las vías.